# Ali ibn Mujahid Iqbal ad-Dawla

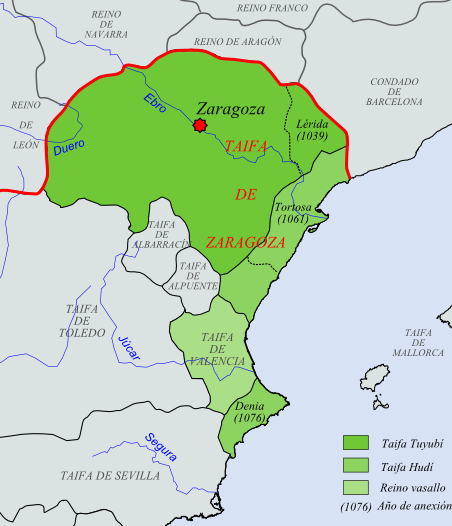

Ali ibn Mujahid Iqbal ad-Dawla (ca.1010-1081) was emir van de taifa Dénia van 1045 tot 1076, hij was de oudste zoon en opvolger van Mujahid al-Muwaffaq.

## Levensloop
Zijn vader veroverde in 1015 het eiland Sardinië. Onder impuls van Paus Benedictus VIII heroverde een coalitie van Genua en Pisa het jaar erop het eiland. Alle familieleden van Mujahid al-Muwaffaq werden toen gevangengenomen, maar konden snel vrijgekocht worden, behalve zijn oudste zoon Iqbal, die pas in 1032 vrijgekocht kon worden. Iqbal, nog een kind, werd naar het hof van keizer Hendrik II de Heilige gestuurd en kreeg een christelijke opvoeding, eenmaal vrijgekocht bekeerde hij zich terug tot de islam.
Toen zijn vader in 1045 stierf, kreeg hij af te rekenen met zijn opstandige broer Hassan. Na een regeerperiode van dertig jaar veroverde de heerser van de Taifa Zaragoza Ahmad al-Moektadir in 1076 zijn land. De Balearen waar hij ook heerser van was, splitsten zich af en werden de Taifa Majorca, dit betekende het einde van de taifa Dénia. Zijn leven eindigde zoals het begon, in ballingschap.